# Кубок світу з біатлону 2010—2011 — етап 1
Перший етап  Кубка світу з біатлону 2010–11 відбувся в Естерсунді, Швеція, з 1 по  5 грудня 2010.

## Гонки
Розклад гонок наведено нижче
| Дата     | Час       | Гонка                                  |
| -------- | --------- | -------------------------------------- |
| 1 грудня | 16:20 CET | Жінки, індивідуальна гонка на 15 км    |
| 2 грудня | 17:20 CET | Чоловіки, індивідуальна гонка на 20 км |
| 3 грудня | 17:20 CET | Жінки, спринт 7,5 км                   |
| 4 грудня | 14:15 CET | Чоловіки, спринт 10 км                 |
| 5 грудня | 11:30 CET | Жінки, переслідування, 10 км           |
| 5 грудня | 14:15 CET | Чоловіки, переслідування 12,5 км       |

## Призери

### Чоловіки
| Гонка:                                                                      | Золото:                       | Час               | Срібло:                       | Час               | Бронза:               | час               |  |  |
| Індивідуальна, 20 км Протокол [Архівовано 5 грудня 2010 у Wayback Machine.] | Еміль Хегле Свендсен Норвегія | 55:07.7 (0+1+0+1) | Уле-Ейнар Б'єрндален Норвегія | 55:26.8 (0+0+0+2) | Мартен Фуркад Франція | 55:45.5 (0+1+0+0) |  |  |
| Спринт 10 км                                                                | Еміль Хегле Свендсен Норвегія | 25:01.0 (1+0)     | Уле-Ейнар Б'єрндален Норвегія | 25:05.8 (0+0)     | Мартен Фуркад Франція | 25:16.2 (0+0)     |  |  |
| Переслідування 12,5 км                                                      |                               |                   |                               |                   |                       |                   |  |  |

### Жінки
| Гонка:                                                                      | Золото:                    | Час               | Срібло:                  | Час               | Бронза:                  | Час               |
| Індивідуальна, 15 км Протокол [Архівовано 4 грудня 2010 у Wayback Machine.] | Анна Карін Зідек Швеція    | 45:26.1 (0+0+0+0) | Марі Лор Брюне Франція   | 45:35.0 (1+0+0+1) | Гелена Екгольм Швеція    | 46:08.8 (1+0+0+1) |
| Спринт, 7,5 км                                                              | Кайса Мякяряйнен Фінляндія | 22:42.1 (0+0)     | Міріам Гесснер Німеччина | 23:00.8 (0+0)     | Дарія Домрачова Білорусь | 23:29.2 (0+1)     |
| Переслідування, 10 км                                                       | Кайса Мякяряйнен Фінляндія | 31:57.1 (0+0+0+0) | Міріам Гесснер Німеччина | 33:22.4 (0+1+1+1) | Гелена Екгольм Швеція    | 33:38.6 (0+1+0+1) |

## Досягнення
Найкращий виступ за кар'єру
|  | - Пауліна Бобак (POL), 14 місце в інд. гонці - Лора Спектор (USA), 25 місце в інд. гонці - Софі Буаї (FRA), 30 місце в інд. гонці - Інна Супрун (UKR), 32 місце в інд. гонці - Ольга Полтораніна (KAZ), 37 місце в інд. гонці - Міріам Гесснер (GER), 39 місце в інд. гонці - Фанні Горн (NOR), 42 місце в інд. гонці - Чо Інхі (KOR), 62 місце в інд. гонці |

Перша гонка в Кубку світу
|  | - Надія Писарєва (BLR), 42 місце в інд. гонці - Моніка Гойніш (POL), 44 місце в інд. гонці - Тан Цзялінь (CHN), 45 місце в інд. гонці - Клер Бретон (FRA), 53 місце в інд. гонці - Лумініта Піскоран (ROU), 79 місце в інд. гонці - Мартіна Шарапанова (SVK), 85 місце в інд. гонці - Сюй Інхуей (CHN), 90 місце в інд. гонці |